# Olofsdal
Olofsdal är en stadsdel i Umeå. Den är belägen mellan Mariehem och Nydalahöjden, och väster om E4:an. Bebyggelsen består bland annat av hus för företag och institutioner, men här finns även många nya bostadshus.. Inom området ligger också Språkskolan. 

## Historia
På 1930-talet tillkom egnahemsområdet Olofsdal vid nuvarande Nydalavägen, Olofsdalsvägen och Skidspåret på Berghem.  Olofsdal var en uppodlad privat jordäga på donationsjorden, belägen öster om Stadsliden och med Magnusdal som närmaste granne i norr. Olofsdal ägdes från 1890-talet av handlande Johan Forsman och betecknades då stadsäga 239. Han sålde den 1930 till byggmästare Helmer Borg och hans son Ragnar respektive en Karl Johan Johansson Tysk med söner. De tog initiativ till ett egnahemsområde som totalt kom att omfatta 13 hus, varav 12 byggdes på 1930-talet. Olofsdal låg på den tiden långt utanför staden, alldeles intill stadsgränsen. Från Gammlia gick en kärrväg, senare använd som cykelväg, till Nydala. Vägen från staden gick annars över Sandbacka och Mariehem, d.v.s. runt Stadsliden. En stig fanns också från Magnusdal utmed åkerkanten till lasarettet. Vintertid plogade en bonde på Magnusdal vinterväg över Stadsliden, men skidor var det gängse färdmedlet vintertid.
Från slutet av 1950-talet utbyggdes Berghems villaområde, och först då anslöts även Olofsdal till stadens vatten- och avloppsnät. Området ingår nu i Berghems villaområde. De flesta av egnahemshusen har rivits eller ombyggts kraftigt. 
Namnet Olofsdal har kommit att vidareanvändas för området väster om Berghem på andra sidan Strombergs Väg.